# 新伊拉 (密歇根州)
新伊拉（英語：New Era）是位於美國密歇根州奧希阿納縣謝爾比鎮區的一個村。

## 人口
根據2020年美國人口普查的數據，新伊拉的面積為2.18平方千米，當中陸地面積為2.17平方千米，而水域面積為0.01平方千米。當地共有人口446人，而人口密度為每平方千米204人。